# Manfred Horstmanshoff
Herman Frederik Johan (genannt Manfred), nach niederländischer Namenskonvention formell H. F. J. Horstmanshoff  (* 15. August 1944 in Arnhem) ist ein niederländischer Althistoriker, dessen Forschungsschwerpunkt auf dem Gebiet der Medizingeschichte der Antike liegt.
Manfred Horstmanshoff studierte von 1962 bis 1966 Klassische Philologie und Alte Geschichte an der Universität Leiden, wo ihn besonders der Althistoriker Willem den Boer prägte. Nach dem Studium arbeitete er zunächst als Lehrer in Haarlem und Vlaardingen und ging 1976 als Assistent für Alte Geschichte an die Universität Leiden, wo er von 1984 bis 1988 Studienkoordinator und Berater an der Abteilung für Alte Geschichte war. 1988 wurde er zum Associate Professor ernannt und 1989 bei Hendrik Simon Versnel promoviert. In seiner Doktorarbeit beschäftigte sich Horstmanshoff mit dem sozialen und religiösen Umgang der Griechen mit Seuchen, insbesondere der Pest. Von 2000 bis 2001 war er Fellow-In-Residence am Netherlands Institute for Advanced Study in Wassenaar. Von 2005 bis 2011 war er Professor für Antike Medizingeschichte an der Universität Leiden. Danach war er Fellow am Internationalen Kolleg Morphomata in Köln.
Horstmanshoff beschäftigt sich mit weiten Bereichen der antiken Medizingeschichte, besonders mit Heilkunde im sozialen und religiösen Kontext. Er ist Mitglied der Maatschappij der Nederlandse Letterkunde und des Auswahlausschusses der Louis-Couperus-Stiftung.

## Schriften (Auswahl)
- De pijlen van de pest: pestilenties in de griekse wereld 800–400 v. C. Diss. Rijksuniv. Leiden 1989.
- mit Ph. van der Eijk und P. H. Schrijvers (Hrsg.): Ancient Medicine in its Socio-Cultural Context. 2 Bde. Rodopi, Amsterdam 1995.
- mit S. Kottek (Hrsg.): From Athens to Jerusalem. Medicine in Hellenized Jewish Lore and in Early Christian Literature. Papers of the Symposium in Jerusalem, 9-11 September 1996. Erasmus Publishing, Rotterdam 2000.
- (Hrsg.): Kykeon. Studies in honour of H. S. Versnel. Brill, Leiden 2002.
- mit anderen (Hrsg.): The Four Seasons of Human Life. Four Anonymous Engravings from the Trent Collection with translation and full commentary. Trent Collection, Duke University, Durham, N.C. Erasmus Publishing, Rotterdam 2002.
- mit M. Stol (Hrsg.): Magic and Rationality in Ancient Near Eastern and Graeco-Roman Medicine. Brill, Leiden 2004.